# Stefan Zettl
Stefan Zettl (* 1952 in Seligenstadt) ist ein deutscher Psychoanalytiker und Sexualtherapeut.
Stefan Zettl hat sich auf die Themen Sexualtherapie, Psychoanalyse, Psychotherapie und Psychoonkologie spezialisiert. Er war im Nierenzentrum der medizinischen Universitätsklinik Heidelberg tätig. Außerdem war er Lehrtherapeut und Supervisor am Heidelberger Institut für Tiefenpsychologie (HIT), dem Heidelberger Institut für Psychotherapie (HIP) sowie Dozent am Institut für Psychoanalyse und Psychotherapie Heidelberg. Er hat eine Lehrbefugnis für Sexualtherapie der Deutschen Gesellschaft für Sexualforschung.
Er ist als Psychoanalytiker, Psychoonkologe und Sexualtherapeut in eigener Praxis tätig.
Stefan Zettl ist verheiratet, hat drei Kinder und wohnt in Heidelberg.

## Publikationen (Auswahl)
- (mit Joachim Hartlapp) Krebs und Sexualität: Ein Ratgeber für Krebspatienten und ihre Partner. 3., aktualisierte Auflage. Weingärtner, Berlin 2008, ISBN 978-3-9804810-9-0.
- (mit Joachim Hartlapp) Krankheit, Sexualität und Pflege: Hilfestellungen für den Umgang mit einem Tabu. Kohlhammer, Stuttgart 2000, ISBN 3-17-015830-9.
- (mit Joachim Hartlapp) Sexualstörungen durch Krankheit und Therapie. Springer, Berlin 1997, ISBN 3-540-62919-X.
- (mit Brigitte Beck-Dressler) Psychosoziale Krebsnachsorge in Deutschland. Ewald Fischer, Heidelberg 1991, ISBN 3-88463-155-1.
- Psychoanalyse und verwandte Verfahren: Verstehen und Überwinden unbewusster Konflikte. PAL, Mannheim 1992, ISBN 3-923614-54-3.

## Weblink
- Website von Stefan Zettl

| Personendaten    | Personendaten                                  |
| ---------------- | ---------------------------------------------- |
| NAME             | Zettl, Stefan                                  |
| KURZBESCHREIBUNG | deutscher Psychoanalytiker und Sexualtherapeut |
| GEBURTSDATUM     | 1952                                           |
| GEBURTSORT       | Seligenstadt                                   |